# VP8
VP8 — відкритий відеокодек, який розвиває корпорація Google. Був створений компанією On2 Technologies як заміна старішому VP7 в 2008 році. Після придбання On2 Technologies корпорацією Google, в травні 2010 року формат було відкрито під ліцензією Creative Commons 3.0.. Того ж року Google випустила libvpx — еталонний кодек під ліцензією BSD. Кодек підтримується всіма популярними[коли?] браузерами.